# Gonçalo Anes de Sousa
Gonçalo Anes de Sousa (c. 1366 – c. 1415), foi 3.º senhor de Mortágua. Era filho de Martim Afonso de Sousa, 2.º senhor de Mortágua e senhor da torre e quinta de Santo Estevão e de sua mulher e prima D. Maria de Sousa (ou de Briteiros).
Por ter nascido antes do casamento dos seus pais, foi legitimado por carta régia de 06.11.1400. Meses antes, em 3 março de 1400, recebeu de D. João I os bens móveis e de raiz que haviam sido de Álvaro Gonçalves Camelo, prior da Ordem do Hospital, que fora para Castela.
Morreu no regresso da tomada de Ceuta, em 1415.

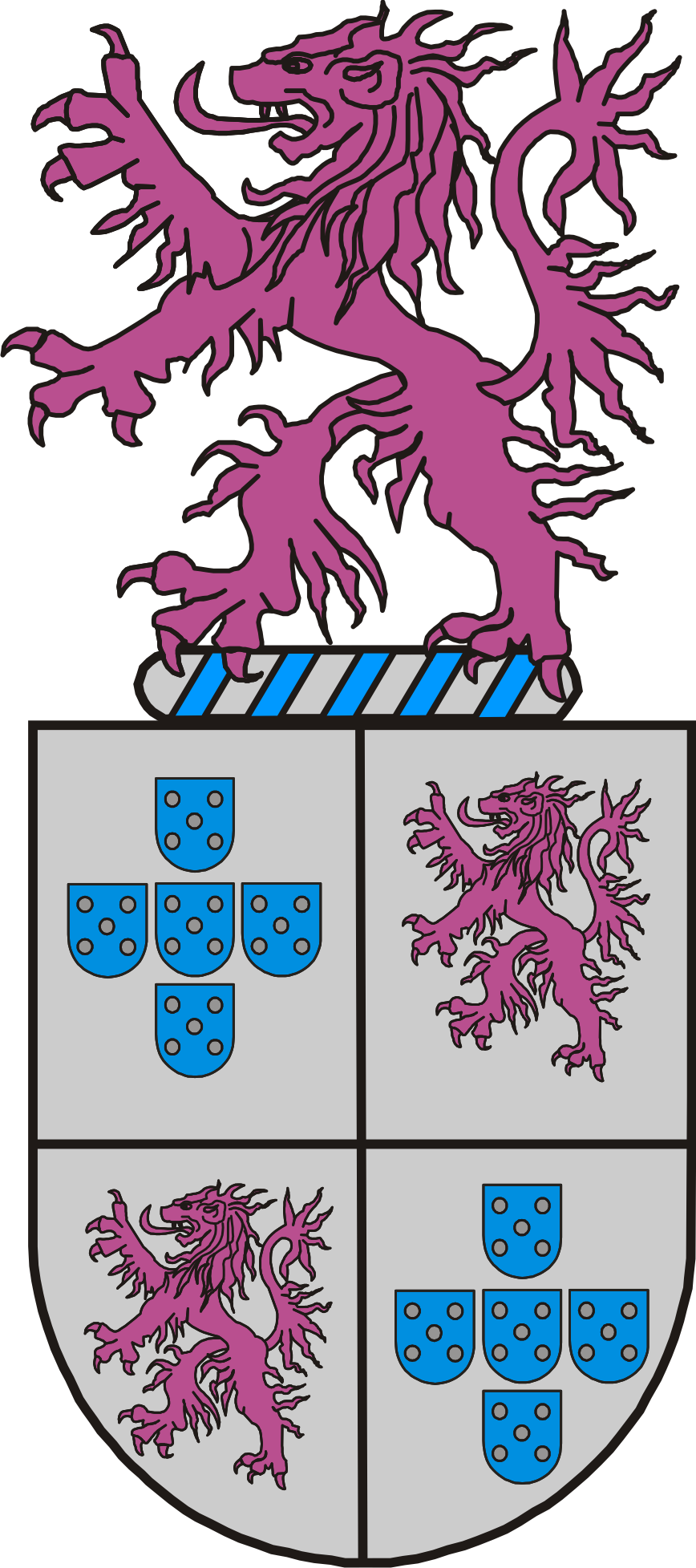
Brasão da Família Souza-Prado

## Casamentos e descendência
Casou primeira vez, antes de março de 1400, com D. Filipa de Ataíde (c. 1380 - c. 1412), filha do alcaide-mor de Chaves, Martim Gonçalves de Ataíde e de sua mulher D. Mécia Vasques Coutinho. Deste casamento nasceu uma filha:
- D. Mécia de Sousa, que foi condessa de Odemira pelo seu casamento com D. Sancho de Noronha, com geração.[1]

Casou pela segunda vez, cerca do ano de 1413, com D. Maria Coelho, filha de Lopo Dias de Azevedo, 1.º senhor de S. João de Rei e de sua mulher D. Joana Gomes da Silva, herdeira da quintã e honra de Silva; sem geração.
Fora do casamento, teve o seguinte filho ilegítimo:
- D. Frei Gonçalo de Sousa[2], que nasceu cerca de 1394 e foi comendador-mor da Ordem de Cristo e alcaide-mor de Tomar; teve geração ilegítima.